# Nicolas Durand de Villegagnon
Nicolas Durand de Villegagnon o Villegaignon (Provins, Sena y Marne, 1510 - Beauvais, 9 de enero de 1571) fue un oficial naval francés (vicealmirante de Bretaña).
Recordado por su fracasado sueño de construir una Francia Antártica para escapar a la persecución que sufrían los hugonotes franceses, desembarcando en lo que en la actualidad es Río de Janeiro (Brasil) en 1555. Partiendo de El Havre, llegó a Brasil con una flota de dos barcos con 600 soldados y colonos, mayoritariamente hugonotes franceses y calvinistas suizos, que estaban descontentos con la persecución católica en Europa. Quería asegurar una base permanente en Brasil que le permitiera explotar el palo de Brasil —por aquel entonces una fuente muy valiosa de tinte rojo y una madera sólida para la construcción— y los metales y piedras preciosas que los europeos creían que existían en la zona en abundancia. Disgustado por la contienda existente entre católicos y protestantes en la pequeña colonia. Villegagnon dejó fort Coligny para regresar a Francia en 1559. Abrazó la fe católica y murió en enero de 1571.
Notable personaje en su tiempo, Villegaignon fue una mezcla de soldado, científico, explorador, aventurero y emprendedor. Luchó contra los piratas en el Mediterráneo y participó en diversas guerras. Así mismo, dirigió la flota francesa que llevó a María Estuardo a Francia, cuando esta, con cinco años de edad, fue prometida con el Delfín de Francia.

## Biografía

### Sus orígenes
Nicolas Durand de Villegagnon nació en Provins alrededor de 1510. Era hijo de un procurador en el bailiazgo de Provins. Fue estudiante en los colegios de La Marche y de Montaigu en París, en compañía de Calvino. Luego obtuvo su título de abogado en la Universidad de Orleans.

### Carrera militar
Por recomendación de su tío Philippe Villiers de l’Isle-Adam, gran maestro de la orden, ingresó en 1531 en la orden de San Juan de Jerusalén y se convirtió en caballero de Malta. Participó, en 1541, en la expedición de Carlos V contra Argel, de la que relató los hechos. En 1548, mandaba la flota enviada a Escocia para llevar de vuelta a María Estuardo a la corte de Francia, por su compromiso con el Delfín Francisco. Realizó entonces una hazaña naval considerada hasta entonces imposible, engañar a la vigilancia de los ingleses: después del desembarco de los franceses en Perth, evitó Escocia navegando en galeras por el norte a lo largo de las islas Orcadas. Descendió por el mar de Irlanda e hizo que María Estuardo se embarcara en Dumbarton, en el estuario de Clyde para llegar a Morlaix. En 1551 intentó sin éxito desde Malta defender a Trípoli contra los turcos. Regresado a Francia, fue nombrado en 1553 vicealmirante de Bretaña después de sus campañas en campañas en Hungría y en el Piamonte.

### La Francia Antártica y el Brasil

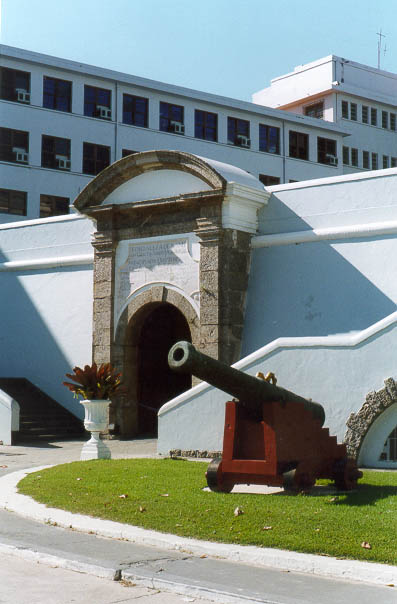
Puerta principal de Fort Coligny en la isla Villegaignon.

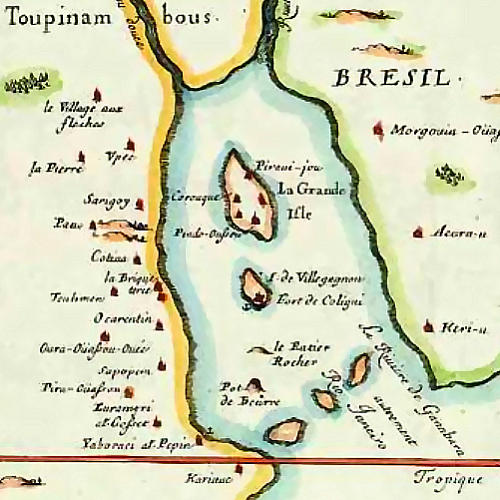
Mapa de la Francia antártica

Recibió en 1554 el mando de la flota puesta por rey Enrique II a disposición de Gaspard de Coligny para instalar una colonia en Brasil donde los protestantes franceses pudieran ejercer libremente su religión.
Partió de Le Havre el 14 de agosto de 1555, pilotado por el capitán de navío Nicolas Barré, en dos barcos cargados con 600 marineros y pasajeros. Llevaba consigo a su sobrino y adjunto Legendre de Boissy, señor de Bois-le-Comte. Llegó a la bahía de Guanabara el 10 de noviembre, y desembarcó en la isla de Serigipe, que ahora lleva su nombre, donde hizo construir fort Coligny, queriendo llamar Henryville a la ciudad que pretendía crear en tierra firme, en la costa que él llama la «France antarctique». Pero los suministros se agotaron rápidamente y se organizó una conspiración contra él. Descubierta a tiempo, los conspiradores se refugiaron entre los indios y los alientan contra los franceses, que partieron a buscar refuerzos en Europa.
Los protestantes llegados de Ginebra desembarcaron en fort Coligny el 7 de marzo de 1557. Los católicos y los protestantes no tardaron en enfrentarse, y estos últimos, liderados por Philippe de Corguilleray, con dos pastores, Pierre Richer y Guillaume Chartier, se establecieron a fines de octubre de 1557 en tierra firme en un lugar llamado Briquetería, donde ya estaban establecidos otros disidentes franceses. Polémico, Villegagnon dejó fort Coligny para regresar a Francia en 1559. En 1560, fort Coligny fue atacado por los portugueses y los franceses que lo ocupaban fueron cazados. Refugiados en los bosques circundantes donde se establecieron con los indios, lograron mantener una relación comercial con Francia hasta alrededor de 1567, momento en el que los portugueses decidieron una verdadera ocupación de la región, llevada a cabo por Estácio de Sá el 20 de enero de 1567. Hoy llamada Ilha Villegaignon, esta isla es el sitio de la Escuela naval brasileña.
El relato de la expedición fue escrito en 1578 por uno de sus miembros, el zapatero, después estudiante de teología Jean de Léry, Histoire d’un voyage faict en la terre du Brésil [Historia de un viaje a la tierra de Brasil]

### Fin de carrera
El 15 de febrero de 1550, Nicolas Durand de Villegagnon se convierte en el señor del dominio de Torcy por donación del rey Enrique II para pagar las obras de fortificaciones del castillo de Ponteflures del marquesado de Montferrat.
De vuelta en Francia, Villegagnon continuó su controversia con los calvinistas y participó en las guerras de religión en el campo católico. Fue particularmente herido en el asedio de Ruan en 1562.
Nombrado gobernador de Sens en 1567, murió, cuatro años después, en la comanderia hospitalaria de Beauvais-en-Gâtinais.

## Literatura
Jean-Christophe Rufin se inspiró en la expedición de Villegagnon a Brasil para su novela  Rouge Brésil, premio Goncourt 2001.